# Phổ Cường
Phổ Cường là một xã thuộc thị xã Đức Phổ, tỉnh Quảng Ngãi, Việt Nam.

## Địa lý
Xã Phổ Cường nằm ở phía tây thị xã Đức Phổ, có vị trí địa lý:
- Phía tây giáp huyện Ba Tơ
- Phía đông giáp xã Phổ Khánh
- Phía đông bắc giáp phường Phổ Vinh
- Phía tây bắc giáp phường Phổ Hòa.

Xã Phổ Cường có diện tích 48,50 km², dân số năm 2005 là 15.183 người, mật độ dân số đạt 313 người/km².
Xã có đầm Lâm Bình diện tích hơn 200 ha, là nơi dồi dào thủy sản.

## Lịch sử
Sau năm 1945, Phổ Cường là một xã thuộc huyện Đức Phổ.
Từ năm 1954 đến năm 1958, chính quyền Sài Gòn đổi tên xã Phổ Cường thành xã Phổ Trang thuộc quận Đức Phổ. Chính quyền cách mạng vẫn gọi xã Phổ Trang là xã Phổ Cường như cũ.
Sau năm 1975, xã Phổ Cường thuộc huyện Đức Phổ.
Ngày 1 tháng 2 năm 2020, thành lập thị xã Đức Phổ trên cơ sở toàn bộ diện tích và dân số của huyện Đức Phổ, xã Phổ Cường thuộc thị xã Đức Phổ.